# Saze
Saze là một xã trong vùng Occitanie. Xã Saze nằm ở khu vực có độ cao trung bình 65 mét trên mực nước biển.